# Route P131 (Lettonie)
Pour les articles homonymes, voir P131.
La route P131 (Autoceļš P131) est une  route régionale de Lettonie reliant Tukums à Kolka.
Elle a une longueur de 107,5 km.

## Présentation
La route P131 Tukums—Ķesterciems—Mērsrags—Kolka est une route régionale qui relie Tukums via Engure, Mērsrags et Roja à Kolka en longeant la côte du golfe de Riga.
La longueur de la route est de 107,5 km et elle est entièrement asphaltée.
La route traverse les novads Tukums et Talsi.